# اونترنزینگن
اونترنزینگن (به آلمانی: Unterensingen) یک شهر در آلمان است که در ااسلینگن واقع شده‌است. اونترنزینگن ۴٬۵۲۴ نفر جمعیت دارد.